# Daddy's Head
Daddy's Head é um filme de terror folclórico de 2024 dirigido por Benjamin Barfoot. Teve sua estreia no festival de cinema Fantastic Fest 2024 e foi lançado na Shudder em 11 de outubro do mesmo ano.

## Sinopse
Após o enterro do seu pai James (Charles Aitken) que foi vítima de um acidente de carro, Isaac (Rupert Turnbull) e sua madrasta Laura (Julia Brown) são assombrados por uma estranha criatura que passa a andar pela casa.

## Elenco
- Rupert Turnbull - Isaac
- Julia Brown - Laura
- Charles Aitken - James
- Nathaniel Martello-White - Robert
- Mary Woodvine - Mary
- Nila Aalia - Heather
- Matthew Allen - a criatura
- Lexi Austin-Jones - Alex
- Delta - Bella
- Lucy Doyle - Dr. Alice Way
- Phillipa Flynn - Louise
- Stella Gonet - Ava
- Kaisa Hammarlund - Miranda
- Alice Handoll - Bridgette
- James Harper-Jones - Isaac (mais velho)
- Deepica Stephen - Saanvi

## Recepção
No site agregador de críticas Rotten Tomatoes, 90% das 30 resenhas dos críticos são positivas, com uma classificação média de 6,6/10. O Metacritic, que usa uma média ponderada, atribuiu ao filme uma pontuação de 69 em 100, baseado em 4 críticos, indicando críticas "geralmente favoráveis".